# Joan Mena i Arca
Joan Mena Arca (Sabadell, 24 d'octubre de 1975) és un polític català, militant d'EUiA, diputat al Parlament de Catalunya en la X Legislatura i al Congrés dels Diputats en la XI Legislatura.

## Activitat professional
Els seus estudis s'inicien en el Col·legi públic de Torre-romeu, per continuar-los a l'Institut Públic Pau Vila, ambdós de Sabadell. Està llicenciat en filologia hispànica (especialitat en sociolingüística) per la Universitat Autònoma de Barcelona i actualment és professor interí de llengua castellana i literatura a l'Institut Ferran Casablancas de Sabadell.
Entre els anys 2004 i 2007 va ser president de l'Associació de Veïns de Torre-romeu, barri on va néixer, i membre de la Federació d'Associacions de Veïns de Sabadell. Durant aquests anys, l'Associació va iniciar la campanya per reclamar l'arribada del ferrocarril al barri, junt amb l'entitat Sabadell Cruïlla, i va reivindicar la construcció d'un equipament esportiu al barri.

## Activitat política
Forma part del partit polític Esquerra Unida i Alternativa des de la seva fundació, el 1998, on va militar a l'Assemblea Local de Sabadell d'ençà que es constituí. També és militant del Partit dels i les Comunistes de Catalunya, des del 12è Congrés i membre fundacional de Comunistes de Catalunya.
Mena forma part del Consell Nacional d'EUiA, del Consell Polític Federal d'Izquierda Unida i és membre del grup de treball d'Educació del Partit de l'Esquerra Europea.
En aquest Grup de Treball Europeu ha realitzat estudis comparatius entre els sistemes educatius dels diferents països de la Unió Europea.
Dins d'EUiA, Mena va ser responsable del Sector d'Educació, fins que va ser elegit diputat, i actualment és Conseller Polític de la formació.
Va ser escollit regidor a l'Ajuntament de Sabadell per la coalició ICV-EUiA el 27 de maig de 2007, juntament amb els també regidors Carme Garcia Suàrez, Josep Maria Matencio i Maria del Sol Martínez. La propera legislatura, 2011-2015, Joan Mena va tornar a ser reescollit regidor a l'Ajuntament de Sabadell per la coalició ICV-EUiA, juntament amb els també regidors Carme Garcia, Carlés Marlés i Maria del Sol Martínez. La denúncia del grup municipal de la coalició ICV-EUiA a l'Ajuntament de Sabadell va destapar el Cas Mercuri, un cas de corrupció política a l'entorn del PSC i la figura de l'exalcalde de Sabadell, Manuel Bustos.
A leseleccions del 25 de novembre de 2012, Joan Mena va ser elegit diputat al Parlament de Catalunya per la coalició ICV-EUiA, com a cap de llista de la formació EUiA en substitució de l'anterior diputat Jordi Miralles i Conte. Mena és portaveu adjunt del Grup Parlamentari d'ICV-EUiA, va participar, juntament amb Joan Herrera, de les converses i cimeres del Dret a decidir de Catalunya que van acordar la celebració del 9N. A més, fa el seguiment dels temes d'Educació, Comerç i Empresa i Ocupació, i ha participat com a ponent a les lleis d'horaris comercials, de seguretat industrial i de la transparència.
El 21 de juliol de 2015 va anunciar que no es presentaria a les properes eleccions al Parlament. De cara a les eleccions generals espanyoles de 2015, fou proposat com a candidat de la llista de la circumscripció de Barcelona de la confluència d'esquerres En Comú Podem i ha estat elegit diputat.